# Lezina
Lezina (Walker, 1869) è un genere di ortotteri della famiglia Gryllacrididae. È l'unico genere della sottofamiglia Lezininae.

## Tassonomia
Comprende le seguenti specie:
- Lezina acuminata Ander, 1938
- Lezina arabica Karny, 1937
- Lezina armata Popov, G. B., 1984
- Lezina concolor Walker, F., 1869
- Lezina mutica (Brunner von Wattenwyl, 1888)
- Lezina obscura (Burr, 1900)
- Lezina omanica Popov, G. B., 1984
- Lezina parva Popov, G. B., 1984
- Lezina persica (Adelung, 1902)
- Lezina peyerimhoffi (Chopard, 1929)
- Lezina saudiya Popov, G. B., 1984
- Lezina zarudnyi (Adelung, 1902)